# المهدي كارسيلا
المهدي كارسيلا ، لاعب دولي مغربي من أصل إسباني من مواليد 1 يوليو 1989، يلعب لنادي ستاندارد لييج البلجيكي، خاض أول مباراة مع المنتخب المغربي في 9 فبراير 2011 ضد منتخب النيجر.

## جوائز وتكريمات

### الدوريات
ستاندارد لييج
- الدوري البلجيكي الممتاز (1)
  - بطل عام 2009
- كأس بلجيكا (2)
  - الفائز في عام 2011 و2018
- كأس السوبر البلجيكي (2)
  - الفائز في عام 2008 و2009

 بنفيكا
- الدوري البرتغالي(1)
  - بطل عام 2016
- كأس البرتغال(1)
  - الفائز في عام 2016

### الجوائز الفردية
- جائزة أسد بلجيكا (3) عام :2015، 2018 و2019
- أفضل ممرر في الدوري البلجيكي 2018

## روابط خارجية
- المهدي كارسيلا على موقع الاتحاد الدولي (مؤرشف)  (الإنجليزية)
- المهدي كارسيلا على موقع الاتحاد الأوربي (الإنجليزية)
- المهدي كارسيلا على موقع الاتحاد البلجيكي (الإنجليزية)
- المهدي كارسيلا على موقع قاعدة بيانات كرة القدم.إي يو (الإنجليزية)
- المهدي كارسيلا على موقع ناشيونال فوتبول تيمز (الإنجليزية)
- المهدي كارسيلا على موقع Soccerbase.com (لاعب) (الإنجليزية)
- المهدي كارسيلا على موقع Soccerway.com (الإنجليزية)
- المهدي كارسيلا على موقع عالم كرة القدم.نت (الإنجليزية)
- المهدي كارسيلا على موقع AS.com (الإسبانية)